# Список керівників держав 1601 року
Список керівників держав 1601 року — це перелік правителів країн світу 1601 року.
Список керівників держав 1600 року — 1601 рік — Список керівників держав 1602 року — Список керівників держав за роками

## Європа
- Англія
  - Король Англії — Єлизавета I (1558—1603)
- Балканський півострів
  - Князь-єпископство Чорногорія — Руфим II (1593—1636)
- Балтія
  - Герцогство Курляндії і Семигалії — Фрідріх (співправитель, герцог Семигальський; 1595—1617) і Вільгельм Кеттлер (співправитель, герцог Курляндський; 1595—1616)
  - Шведська Естляндія — Карл Генрікссон Горн (1600—1601); Моріц Стенссон Лейонгуфвуд (1601—1602)
  - Шведська Інгерманландія — Самуель Нільссон (1601—1607)
- Ірландія
  - Тір Еогайн — Аод Великий мак Феардорха О'Нейлл (1593—1616)
- Італія
  - Венеційська республіка — дож Марино Грімані (1595—1605)
  - Гуастальське графство — Ферранте II Гонзага (1575—1630)
  - Мантуанське герцогство — герцог Вінченцо I Гонзага (1587—1612)
  - Мірандольське герцогство — Федеріко II Піко делла Мірандола (1597—1602)
  - Герцогство Масси і Каррари — Альберіко I Чібо-Маласпіна (1553—1623)
  - Герцогство Модени і Реджо — Чезаре д'Есте (1597—1628)
  - Монферратське герцогство — Вінченцо I Гонзага (1587—1612)
  - Герцогство Парми та П'яченци — Рануччо I Фарнезе (1592—1622)
  - Неаполітанське королівство — Філіп II (1598—1621)
  - Сардинське королівство — Філіп II (1598—1621)
  - Сицилійське королівство] — Філіп II (1598—1621)
  - Сорське герцогство — Джакомо Бонкомпаньї (1579—1612)
  - Велике герцогство Тосканське — Фердинандо I Медічі (1589—1609)
  - Принц-єпископство Тренто — Карло Гауденціо Мадруццо (1600—1629)
  - Урбінське герцогство — Франческо Марія II делла Ровере (1574—1625)
  - Фіналезьке маркграфство — Сфорца Андреа (1596—1602)
- Кавказ
  - Абхазьке князівство — Путу Шарвашидзе (1580—1620)
  - Арагві (еріставство) (არაგვის საერისთავო) — Нугзар I (1600—1611)
  - Кабарда — Кайтук Кайтуков (1589—1609)
  - Картлі — Георгій X (1600—1606)
  - Гурійське князівство — Мамія II Гурієлі (1600—1625)
  - Самцхе-Саатабаго — османська влада до 1607
  - Кахетинське царство — Олександр II (1574—1603)
  - Мегрельське князівство — Манучар I Дадіані (1590—1611)
- Німеччина
  - Австрійське герцогство — Рудольф II (1576—1608)
  - Ангальтське князівство — Ангальт-Цербст (князівство) — Йоганн Георг I (1586—1603); Ангальт-Дессау — Йоганн Георг I (1586—1603); Ангальт-Кетен — до 1603 — приєднано до Ангальт-Цербст
  - Ансбаське князівство — Георг Фрідріх (1543—1603)
  - Баварське герцогство — Максиміліан I Баварський (1597—1651)
  - Баден-Баденське маркграфство — Вільгельм (1600—1677)
  - Байройтське князівство — Георг Фрідріх (1553—1603)
  - Берзьке герцогство — Йоганн Вільгельм (1592—1609)
  - Берхтесгаденське пробство — Фердинанд (1594—1650)
  - Бранденбурзьке маркграфство — курфюрст Йоахім Фрідріх (1598—1608)
  - Брауншвейг-Люнебурзьке герцогство — Ернест ІІ (1592—1611)
  - Брауншвейг-Вольфенбюттельське герцогство — Генріх Юлій (1589—1613)
  - Бріксенське князівство-єпископство — Крістоф Андреас фон Спаур (1601—1613)
  - Вадуцьке графство — Рудольф VII (1572—1611)
  - Вюртемберзьке герцогство — Фрідріх I (1593—1608)
  - Вюрцбурзьке князівство-єпископство — Юліус Ехтер фон Меспельбрунн (1573—1617)
  - Гессен-Дармштадтське ландграфство — Людвіг V (1596—1626)
  - Гессен-Кассельське ландграфство — Моріц (1592—1627)
  - Гессен-Марбург — Людвіг IV (1567—1604)
  - Гільдесгаймське князівство-єпископство — Ернст (1573—1612)
  - Гогенцоллерн-Гехінген — Ейтель Фрідріх IV Гогенцоллерн-Гехінген (1576—1605)
  - Гогенцоллерн-Зігмарінгенське князівство — Карл II Гогенцоллерн-Зігмарінген (1576—1606)
  - Гогенцоллерн-Хайгерлох — Йоганн Крістоф Гогенцоллерн-Хайгерлох (1592—1620)
  - Гольштейн-Піннеберг — Адольф XI з братом (1560—1601); Ернст (1601—1622)
  - Зальцбурзька архідієцезія — Вольф Дитріх фон Райтенау (1587—1612)
  - Пфальц-Цвайбрюккен — Йоганн I (1569—1604)
  - Каммінське єпископство — Казимир VII (1574—1602)
  - Каринтійське герцогство — Фердинанд II (1590—1637)
  - Кельнське курфюрство — Ернст (1583—1612)
  - Кенігсегг (Königsegg) — барон Марквард IV і Георг II (1567—1622)
  - Клевське герцогство — Йоганн Вільгельм (1592—1609)
  - Констанцьке князь-єпископство — Йоганн Георг фон Хальвіль (1600—1604)
  - Курпфальц — Фрідріх IV (1583—1610)
  - Ліппе-Детмольд — Симон VI (1563—1613)
  - Любецьке князь-єпископство — Йоганн Адольф (1589—1607)
  - Архієпископ Майнца Вольфганаг фон Дальберг (1582—1601); Йоганн Адам фон Бікен (1601—1604)
  - Марк (графство) — Йоганн Вільгельм (1592—1609)
  - Мекленбург-Гюстров — Ульріх Мекленбурзький (1555—1603)
  - Мекленбург-Шверінське герцогство — Адольф Фрідріх I Мекленбурзький (1592—1658)
  - Нассау-Саарбрюккен — граф Філіп IV (1574—1602)
  - Ольденбурзьке графство — Йоганн VII (1573—1603)
  - Прусське герцогство — Альбрехт-Фрідріх (1568—1618)
  - Пфальц-Зульцбах — Отто Генріх (1569—1604)
  - Рітберзьке графство — Сабіна Катаріна (1586—1618)
  - Саксен-Айзенаське герцогство — Йоганн Ернст (1596—1638)
  - Саксен-Веймар — Фрідріх Вільгельм I (1573—1602)
  - Саксен-Лауенбурзьке герцогство — Франц II (1588—1619)
  - Тірольське графство — Рудольф II (1595—1608)
  - Фельденцьке графство — Георг Густав (1592—1634)
  - Шварцбург-Рудольштадтське князівство — Альбрехт VII (1599—1605)
  - Штирійське герцогство — Фердинанд II (1590—1637)
  - Юліх-Клеве-Берг — герцог Йоганн Вільгельм (1592—1609)
- Піренейський півострів
  - Португальське королівство — король Філіп III Побожний (1598—1621)
  - Наваррське королівство — Генріх III (1572—1610)
- Польща — Сигізмунд III Ваза (1587—1632)
  - Берутувське князівство — до 1604 у володінні родини фон Шиндель
  - Бжезьке князівство — Йоахім Фрідріх Бжезький (1595—1602)
  - Олесницьке князівство — Карл II Мюнстерберзький (1565—1617)
  - Легницьке князівство — Йоахім Фрідріх Бжезький (1596—1602)
  - Тешинське герцогство — Адам-Вацлав Цешинський (1579—1617)
- Московське царство — Борис Федорович (1598—1605)
- Румунія; Молдова
  - Волоське князівство — господар Раду Міхня (1601); Симеон Могила (1601—1602)
  - Молдавське князівство — Михайло Хоробрий (1600—1601); Єремія Могила (1601—1606)
  - Трансильванське князівство — Михайло Хоробрий (1600—1601); намісник Рудольфа II (1601—1603)
- Скандинавія
  - король Данії — Кристіан IV (1588—1648)
  - Король Норвегії — Кристіан IV (1588—1648)
  - Швеція — Карл IX Ваза (1599—1611)
- Угорське князівство — король Рудольф II (1576—1608)
- Україна —
  - Кримське ханство — Гази II Ґерай (1596—1607)
- Французьке королівство — Генріх IV (1589—1610)
  - Барське герцогство — Карл III (1545—1608)
  - Голландське графство — Філіп III Побожний (1598—1621)
  - Люксембурзьке герцогство — Ізабелла Клара Євгенія (1598—1621)
  - Льєзьке єпископство — Ернст (1581—1612)
  - Монбельярське графство — Фрідріх I (1558—1608)
  - Монако — Еркюль (1589—1604)
  - Оранське князівство — Моріц Оранський (1584—1625)
  - Савойське герцогство — Карл Еммануїл I (1580—1630)
  - Фуаське графство — Генріх IV (1562—1610)
- Богемське королівство (Чехія) — Рудольф II (1576—1608)
- Шотландія
  - Король Шотландії — Яків I (1567—1625)
- Святий Престол; Папська держава — папа римський — Климент VIII (1592—1605)
- Вселенський патріарх — Матвій II Константинопольський (1598—1602)

## Азія
- Близький Схід
  - Заїдська держава Ємену — Аль-Мансур аль-Касім (1597—1620)
  - Рамазаногуллари — Мехмед Ібрагім (1586—1605)
  - Османська імперія — Мехмед III (1595—1603)
  - Шаріфат Мекки — Аль-Хасан III (1566—1583; 1583—1601); Абу-Таліб ібн Хасан (1601—1603)
    - Ємен (еялет) — Гасан Паша (1580—1604)
    - Лахса (еялет) — Ахмед Паша (1595—1602)
- Персія; Середня Азія
  - Сефевідський Іран — Аббас I Великий (1587—1628)
    - Карабаське беклярбекство — османська влада до 1606
- Індія і Шрі-Ланка
  - Аділ-шахи — Ібрагім Аділ-шах II (1580—1627)
  - Ахмеднагарський султанат — Муртаза Нізам-шах II (1600—1610)
  - Ахом — Сукхаамфа (1552—1603)
  - Бідарський султанат — Амір Барід-шах II (1591—1601); Алі Барід-шах III (1601—1609)
  - Віджаянагарська імперія — Венкатапаті II Аравіду (1586—1614)
  - Гархвал (держава) — Прітві Шах (1552—1614)
  - Горкха (королівство) — Пурна-шах (1570—1605)
  - Голкондський султанат — Мухаммад Кулі Кутб-шах (1580—1612)
  - Джайпур (князівство) — Ман I Сінґх (1589—1614)
  - Джайсалмер (князівство) — Бхім Сінгх (1578—1624)
  - Джодхпур (князівство) — Сур Сінґх (1595—1619)
  - Імперія Великих Моголів — Акбар I Великий (1556—1605)
    - Бенгальська суба — Ман I Сінґх (1594—1606)
    - Берарська суба — Султан Даніал-мірза (1599—1604)

  - Канді (королівство) — Вімаладгармасур'я I (1593—1604)
  - Майсур (князівство) — Раджа Водеяр І (1578—1617)
  - Династія Малла — Сіва Сімха Малла (1578—1619)
  - Мевар (князівство) — Амар Сінґх I (1597—1620)
  - Мустанг (королівство) — Дондуб Дорджі (? — ?)
  - Нарвар — Ман I Сінґх (1589—1614)
  - Хандеський султанат — Багадур-шах (1597—1601). Зникнення.
  - Джафна (держава) — Етірімана Чінкам (1591—1617)
  - Губернатор Португальської Індії — Айрес де Салданья (1600—1605)
- Індонезія; Південно-Східна Азія
  - Ачеський султанат — Алауддін Ріаят Сіах (1589—1604)
  - Аюттхая (королівство) — Наресуан (1590—1605)
  - Банджармасінський султанат — Мустейнбіллах (1595—1638)
  - Бантенський султанат — Абу аль-Мафахір Махмуд Абдулкадір (1596—1647)
  - Брунейська імперія — Абдул Джаліл Акбар (1598—1659)
  - Джамбійський султанат — Панембахан Кота Бару (1590—1630)
  - Джохорський султанат — Алауддін Ріаят-шах III (1597—1615)
  - Дайв'єт — Мак Кінь Чунг (1593—1625)
  - Матарам (султанат) — Сутавіджайя (1587—1601); Ан'якраваті (1601—1613)
  - Ланна (держава) — Норахта Мінсо (1578—1608)
  - Лансанг — Воравонґса II (1596—1621)
  - Пагаруюнг — Султан Аліф I (1600—1616)
  - Могн'їн (князівство) — Хсо Хуенг Хпа (1591—1604)
  - Магінданао (султанат) — Лаут Буісан (1597—1619)
  - М'яу-У — Мінразаг'ї (1593—1612)
  - Кедах (султанат) — Музаффар-шах III (1547—1602)
  - Нгуєн (тюа) — Нгуєн Хоанг (1558—1613)
  - Пандуранга — По Клаонг Халау (1578—1603)
  - Саравак (султанат) — Султан Тенга (1599—1641)
  - Султанат Сулу — Мувалліл Вазі (1600—1640)
  - Таунгу — Нандабаїн (1581—1599); Н'яунйан (1599—1605)
  - Тернатський султанат — султан Саїд Баракат-шах (1583—1606)
  - Тідорський султанат — Моле Маджиму (1599—1627)
- Кхмерська імперія — Каєв Хуа (1600—1603)
- Накхонситхаммарат (держава) — до 1629 імена невідомі
- Китай; Монголія
  - Тибет — десі (регент-володар) — Нгаван Дракпа Г'ялцен (1576—1603/1604)
    - У-Цанг — Карма Тенсун (1599—1611)

  - Династія Мін — Чжу Їцзюнь (1572—1620)
  - Династія Північна Юань — Буян-Сечен-хан (1592—1603)
- Окінава; Королівство Рюкю — Сьо Неі (1588—1620)
- Корея
  - Чосон — Сонджо (1567—1608)
- Середня Азія і Сибір
  - Бухарське ханство — Джані-Мухаммад (1601—1603)
  - Дербен-Ойрат — Байбагас-батур (1600—1630)
  - Казахське ханство — Єсім-хан (1598—1628)
  - Велика Ногайська Орда — Яш Тарак-мірза (1600—1619)
  - Хівинське ханство — до 1602 влада шейбанідів
  - Держава Шейбанідів — Пірмухаммед-хан II (1598—1601). Зникнення.
  - Яркендське ханство — Мухаммад-хан III (1591—1610)
- Японія — Імператор Ґо-Йодзей (1586—1611)

## Африка
- Алжирський еялет — Далі Гасан-паша (1599—1601); Соміман-паша (1601—1603)
- Аллада (держава) — Копон (1590—1610)
- Ауса (імамат) — Імам Сабраддін Адан (1589—1613)
- Багірмі (королівство) — Абдалах (1568—1608)
- Бамум (держава) — мфон Нгапна (1590—1629)
- Баол (держава) — Мамалік Тіоро (1593—1605)
- Борну — Ідріс III (1570—1602)
- Буганда — Сууна I (1584—1614)
- Ваало — Єрім Коде (1592—1601); Фара Тако (1601—1610)
- Варсангалійський султанат — гараад Абдал (1585—1612)
- Ваттасиди — Ахмад аль-Мансур (1578—1603)
- Віда (держава) — Хахоло (1580—1620)
- Волоф (держава) — Гіреун Бурі Дієлен (1597—1605)
- Імператор Ефіопії — Якоб (1597—1606)
- Єгипетський еялет — Хізир-паша (1598—1601); Явуз Алі-паша (1601—1603)
- Королівство Імерина — Раламбу (1575—1612)
- Кайор — Махуредія Кулі (1600—1610)
- Калабарі (держава) — Оверрі Даба (1600—1620)
- Койя (королівство) — Фаіима III (1560—1605)
- Королівство Конго — Алвару II (1587—1614)
- Луба (імперія) —Ілунга ва Луефу (1600—1625)
- Імперія Малі — Махмуд IV (1590—1610)
- Мономотапа — мвене-мутапа Гаці Русере (1589—1623)
- Ндонго — Мбанді-а-Нгола (1592—1617)
- Нрі — Езе Нрі Агу (між 1582 і 1677)
- Салум — Салеотане Діуф (1567—1612)
- Сеннарський султанат — Унсал I (1592—1604)
- Імперія Фута Торо — Сір Дулмі (1600—1610)
- Португальська Західна Африка — Жоао Фуртадо де Мендонса (1594—1602)

## Південна Америка
- Віцекоролівство Перу — Луїс де Веласко-і-Кастілья-і-Мендоса (1596—1604)
- Генерал-капітанство Чилі — Алонсо Гарсія де Рамон (1600—1601); Алонсо де Рібера (1601—1605)

## Північна Америка
- Іспанська Флорида — Гонсало Мендес де Кансо (1597—1603)